# Войцицкий, Владимир Михайлович
Владимир Михайлович Войцицкий (род. 31 января 1950 года в Каменце-Подольском) — советский и украинский биолог, профессор Киевского национального университета, доктор биологических наук, академик АН ВШ Украины. Лауреат Государственной премии Украины в области науки и техники (1998).

## Биография
В 1972 году окончил физический факультет Киевского национального университета им. Тараса Шевченко по специальности «Экспериментальная ядерная физика». В 1978 году окончил аспирантуру МГУ по специальности «Молекулярная биология».
С 1978 года работает ассистентом кафедры биохимии Киевского национального университета им. Тараса Шевченко. С 1982 года — доцент кафедры биохимии, в 1992—2004 годах — профессор кафедры биохимии. С 2004 года работает в Национальном университете биоресурсов и природопользования.
В 1979 году защитил кандидатскую диссертацию по теме «Исследование электрогенной активности бактериородопсина в модельных водно-липидных системах». В 1990 году защитил докторскую диссертацию по теме «Кальций-транспортирующая система саркоплазматического ретикулума скелетных мышц на ранних этапах лучевого воздействия».
В 2002 году стал академиком АН ВШ Украины. Член специализированного учёного совета Киевского национального университета им. Тараса Шевченко по защите диссертаций по специальности «Радиобиология». Член редколлегии трёх научных журналов. Подготовил 14 кандидатов и 2 доктора наук.
Профессор Войцицкий читает лекции по нормативному курсу «Биоразнообразие», спецкурсам «Биоэнергетика», «Экологическая биохимия», «Основы использования радиоизотопов в биохимических исследованиях», «Современные проблемы радиобиологии».
Круг научных интересов: радиационная биохимия и радиоэкология; исследование влияния ионизирующей радиации на структурно-функциональные свойства мембран энтероцитов тонкого кишечника, гепатоцитов, форменных элементов крови.
Автор более 400 научных и научно-методических трудов, среди них в соавторстве 47 учебников, учебных пособий, научных изданий (монографий), соавтор цикла учебников для ООШ (переведённые на русский, венгерский и румынский языки).

## Труды
- Биоэнергетика. К., 1982 (соавтор);
- Биохимия: Учебник. К., 1995 (соавтор);
- Общая биология: Учебник. для 10—11 кл. сред. общ.-обр. школ. К., 2001 (соавтор);
- Биохимия: Учебник. К., 2002 (соавтор);
- Биология: Учебник. для ВУЗов. Ж., 2003 (соавтор);
- Энтероциты тонкой кишки и радиация. К., 2004 (соавтор);
- Экологическая биохимия: Учебник. К., 2005 (соавтор);
- Радиационно-индуцированная структурно-метаболическая модификация энтероцитов и лимфоидных клеток. Монография., 2006.